# Pignataro Interamna
Pignataro Interamna è un comune italiano di 2 375 abitanti della provincia di Frosinone nel Lazio rientrante nel territorio della Valle dei Santi, e fa parte dell'Alta Terra di Lavoro, ovvero il versante settentrionale della regione storica della Terra di Lavoro.

## Geografia fisica

### Clima
Classificazione climatica: zona C, 1211 GR/G

## Origini del nome
Pignataro, attestato dal 1308, significa "qualcuno che fa o aggiusta pignatte", ed è dovuto a qualche fornace per la lavorazione delle pignatte attorno a cui, probabilmente, si sviluppò il paese. Invece Interamna, aggiunto al nome del paese il 20 dicembre 1862, è a ricordo della città romana di Interamna Lirenas.

## Storia
Per tenere sotto controllo i Sanniti, dei coloni romani e latini si insediano in un'area dove sono presenti nuclei abitati probabilmente volsci. Così viene fondata nel IV secolo a.C. la colonia latina di Interamna Lirenas. In epoca imperiale Interamna decade e viene infine distrutta durante le tarde invasioni barbariche. Non ci sono arrivate grandi vestigia dell'antica città, a parte un ponte, sparsi resti di mura e alcune colonne reimpiegate nella Chiesa del Santissimo Salvatore.
Si fa risalire proprio ad un nuovo insediamento eretto da una parte della popolazione di Interamna Lirenas l'abitato di Pignataro. Questo nuovo centro nasce sicuramente già prima del Mille: un documento del 997 menziona un borgo e una parrocchia qui locati, la cui popolazione si era ribellata all'abate di Montecassino. All'incirca in questo periodo nasce un piccolo castello, Terame o Termini. I benedettini qui pongono nel 1018 a presidio gruppi di Normanni contro le mire di Aquino. A causa dello scontro tra Papato e Impero all'epoca di Federico II, gli abitanti abbandonano il castello, che viene distrutto. Molti decenni dopo comunque il castello viene nuovamente popolato. Probabilmente nel XIII secolo. Pignataro doveva essere un centro importante nella zona perché è sede di un iudex. La guerra fra Spagnoli e Francesi combattuta sul Garigliano segna la storia di Pignataro: in quel periodo infatti il suo rango diventa quello di semplice casale affidato all'amministrazione di San Germano.
La rinascita avviene in modo progressivo: nel XVII secolo la popolazione cresce ma il paese è ancora una fila di basse case, per lo più di contadini, addossate alla strada. Agli inizi del XIX secolo, Pignataro ritorna indipendente, ma poi iniziò di nuovo a spopolarsi a causa dell'emigrazione.
Tragico è stato l'impatto della seconda guerra mondiale: il paese in prima linea viene raso al suolo dai bombardamenti; i Pignataresi sparsi nelle zone di campagna resistono all'occupazione tedesca con un gruppo di partigiani. Finita la guerra, molti ancora sono ricorsi alla emigrazione.
Oggi Pignataro è composto da un insieme di contrade sparse, con alcuni antichi casali. Il centro storico è stato in parte ricostruito: sorge sopra una collina circondato dai resti del muro di cinta e mostra ancora alcuni portali ottocenteschi delle antiche case. La ricostruita Chiesa Parrocchiale del Santissimo Salvatore è caratterizzata da campanili gemelli e affreschi. Spiccano gli edifici moderni, come il circolare Palazzo comunale.
L'industrializzazione del Cassinate negli anni settanta ha favorito la fine della decrescita della popolazione. Il passaggio della SS Sora-Cassino-Formia e la vicina A1 hanno favorito notevolmente gli scambi commerciali nel territorio.

## Società

### Evoluzione demografica
Abitanti censiti

### Lingue e dialetti
Il dialetto parlato nel comune appartiene ai dialetti laziali meridionali, benché occorra osservare che il dialetto originario, specialmente fra le giovani generazioni, appare contaminato dal romanesco, probabilmente per l'aura di prestigio che spira dal capoluogo di regione nonché capitale d'Italia. Tale fenomeno caratterizza, in diversa misura, tutti i comuni del Lazio meridionale.

### Religione
La popolazione professa per la maggior parte la religione cattolica e afferisce alla diocesi di Sora-Cassino-Aquino-Pontecorvo, ma fino all'anno 2014 faceva parte della diocesi dell'abbazia territoriale di Montecassino.

## Economia
Di seguito la tabella storica elaborata dall'Istat a tema Unità locali, intesa come numero di imprese attive, ed addetti, intesi come numero di addetti delle imprese locali attive (valori medi annui).
|                     | 2015                  | 2015                         | 2015                       | 2015           | 2015                  | 2015                | 2014                  | 2014           | 2013                  | 2013           |
| ------------------- | --------------------- | ---------------------------- | -------------------------- | -------------- | --------------------- | ------------------- | --------------------- | -------------- | --------------------- | -------------- |
|                     | Numero imprese attive | % Provinciale Imprese attive | % Regionale Imprese attive | Numero addetti | % Provinciale Addetti | % Regionale Addetti | Numero imprese attive | Numero addetti | Numero imprese attive | Numero addetti |
| Pignataro Interamna | 157                   | 0,47                         | 0,03%                      | 580            | 0,54%                 | 0,04%               | 159                   | 590            | 157                   | 511            |
| Frosinone           | 33.605                |                              | 7,38%                      | 106.578        |                       | 6,92%               | 34.015                | 107.546        | 35.081                | 111.529        |
| Lazio               | 455.591               |                              |                            | 1.539.359      |                       |                     | 457.686               | 1.510.459      | 464.094               | 1.525.471      |

Nel 2015 le 157 imprese operanti nel territorio comunale, che rappresentavano lo 0,47% del totale provinciale (33.605 imprese attive), hanno occupato 580 addetti, lo 0,54% del dato provinciale; in media, ogni impresa nel 2015 ha occupato tre addetti (3,69).

## Amministrazione
Nel 1927, a seguito del riordino delle circoscrizioni provinciali stabilito dal regio decreto n. 1 del 2 gennaio 1927, per volontà del governo fascista, quando venne istituita la provincia di Frosinone, Pignataro Interamna passò dalla provincia di Caserta a quella di Frosinone.